# Ернст-Антон фон Крозіг
Ернст-Антон фон Крозіг (нім. Ernst-Anton von Krosigk; нар. 5 березня 1898, Потсдам — пом. 16 березня 1945, поблизу Кандави, Латвійська РСР) — німецький воєначальник часів Третього Рейху, генерал від інфантерії (1945) вермахту. Кавалер Лицарського хреста з Дубовим листям (1942). Учасник Першої та Другої світових війн.

## Біографія
Військова кар'єра
- 14 червня 1915 — фанен-юнкер
- 31 серпня 1915 — фанен-юнкер-єфрейтор
- 16 жовтня 1915 — фанен-юнкер-унтер-офіцер
- 6 лютого 1916 — фенрих
- 15 червня 1916 — лейтенант
- 31 липня 1925 — обер-лейтенант
- 1 жовтня 1932 — гауптман
- 1 березня 1936 — майор
- 1 квітня 1939 — оберст-лейтенант
- 1 квітня 1941 — оберст
- 1 вересня 1943 — генерал-майор
- 1 травня 1944 — генерал-лейтенант
- 30 січня 1945 — генерал від інфантерії

Ернст-Антон фон Крозіг народився 5 березня 1898 року у Потсдамі. 14 червня 1915 року поступив добровольцем на військову службу, фанен-юнкером (кандидат в офіцери) до Прусського гвардійського єгерського батальйону. З березня 1916 — на Західному фронті. З червня 1916 — лейтенант, командир піхотного взводу. Пізніше воював у складі 11-ї армії на Салонікському фронті на Балканах. За час війни нагороджений Залізними хрестами обох ступенів. Був поранений. Після завершення війни продовжив службу в рейхсвері на командних і штабних посадах.
До початку Другої світової війни — викладач у військовій академії в Берліні, оберст-лейтенант. З початком агресії до Польщі перебував переважно на штабних посадах. З 26 серпня до 10 вересня 1939 року — начальник оперативного відділу штабу VIII армійського корпусу, потім на аналогічній посаді в штабі Армійської групи «А» генерал-полковника Курта фон Гамерштайн-Екворда, групи армій «B» та XXII моторизованого корпуса.
У складі цього корпусу генерала Евальда фон Кляйста у травні-червні 1940 року брав участь у Французькій кампанії, нагороджений планками до Залізних хрестів обох ступенів (повторне нагородження). З квітня 1941 — оберст.
З 1941 року брав участь у німецько-радянській війні, з 26 грудня 1941 — начальник штабу 1-го армійського корпусу (в районі Волхова). У серпні 1942 — нагороджений Золотим німецьким крестом. В лютому 1943 року — тимчасово командував 24-ю піхотною дивізією. З липня 1943 — командир 1-ї піхотної дивізії. З вересня 1943 — генерал-майор. У січні 1944 року — 1-ша піхотна дивізія перекинута на західну Україну (бої під Кам'янець-Подільським, в районі Бродів).
У лютому 1944 року фон Крозіга нагороджено Лицарським хрестом. У жовтні-грудні 1944 року перебував у командному резерві. З 15 грудня 1944 року — командир XVI армійського корпусу (в Курляндскому котлі). З 30 січня 1945 року підвищений у званні в генерали від інфантерії. З 10 березня 1945 року — командувач 16-ю армією (в Курляндском котлі). 16 березня 1945 — у наслідок повітряного нальоту радянської авіації загинув у своєму штабі під час бомбардування в містечку Сабіле. 12 квітня 1945 року посмертно нагороджений дубовим листям до Лицарського хреста.